# Isidor Bieri
Isidor Bieri (ur. 5 czerwca 1905, zm. 29 lipca 1983) – szwajcarski zapaśnik walczący w stylu klasycznym. Olimpijczyk z Amsterdamu 1928, gdzie zajął czternaste miejsce w wadze piórkowej.

## Letnie Igrzyska Olimpijskie 1928
| Konkurencja          | Rundy eliminacyjne  | Rundy eliminacyjne    | Klas. końcowa |
| Konkurencja          | Przeciwnik I        | Przeciwnik II         | Miejsce       |
| -------------------- | ------------------- | --------------------- | ------------- |
| 60 kg styl klasyczny | Ricardo Rey (ARG) P | Erik Malmberg (SWE) P | 14.           |